# 阿沃卡多 (加利福尼亞州)
阿沃卡多（英語：Avocado）是位於美國加利福尼亞州弗雷斯諾縣的一個非建制地區。該地的面積和人口皆未知。

## 地理
阿沃卡多的座標為36°47′22″N 119°24′14″W / 36.78944°N 119.40389°W，而該地的平均海拔高度為152米（即499英尺）。